# Artur May
Artur May (* 30. November 1922; † 17. März  2019 in Dinslaken) war ein deutscher Jurist und Richter am Bundessozialgericht.

## Leben
Nach dem am Städtischen Gymnasium Dinslaken im Jahr 1941 abgelegten Abitur leistete May zunächst Kriegsdienst. Anschließend studierte er Rechtswissenschaften an der Universität zu Köln. Seine juristische Ausbildung beendete er erfolgreich mit dem 1949 abgelegten Ersten und dem 1951 bestandenen Zweiten Staatsexamen. Sodann ging er einer Richtertätigkeit am Landgericht Düsseldorf nach. Bereits nach kurzer Zeit folgte eine Anstellung im höheren Dienst der Ruhrknappschaft Bochum. Nachdem 1954 das Bundessozialgericht (BSG) gegründet wurde, wurde May wenig später für vier Jahre als wissenschaftlicher Mitarbeiter an dieses Gericht abgeordnet. Sodann war er Richter am Landessozialgericht Essen. 
Am 21. August 1969 wurde er zum Richter am Bundessozialgericht ernannt. Beim BSG gehörte er sowohl dem 5a-Senat als auch dem 5b-Senat an. Im erstgenannten Senat befasste er sich mit Rechtsfragen der Knappschaftsversicherung und der Unfallversicherung für den Bergbau, während letztgenannter Senat für die Rentenversicherung der Arbeiter zuständig war. Dort war er stellvertretender Vorsitzender. Im Januar 1983 wurde er zum Vorsitzenden Richter des 8. und des 10. Senats bestellt. Seine Zuständigkeit erstreckte sich hier auf die Angelegenheiten der Krankenversicherung (8. Senat) und die das Konkursausfallgeld und Kindergeld betreffenden Rechtsstreitigkeiten. Von Dezember 1979 bis 1989 war er Mitglied des Großen Senats beim Bundessozialgericht. Überdies hatte May von Juli 1978 bis Juni 1982 den Vorsitz des Richterrats inne und wurde für die Zeit von Januar 1985 bis Dezember 1988 ins Präsidium gewählt. Zudem war er in den Jahren 1979 bis 1986 Beisitzer am Richterdienstgericht des Bundes.
Seit dem 30. November 1989 ist May, der auch durch zahlreiche rechtswissenschaftliche Publikationen in Erscheinung trat, Träger des Großen Verdienstkreuzes des Verdienstordens der Bundesrepublik Deutschland.